# Раборци
Раборци (мкд. Три Води) су насеље у Северној Македонији, у југоисточном делу државе. Раборци су насеље у оквиру општине Струмица.

## Географија
Раборци су смештени у југоисточном делу Северне Македоније. Од најближег града, Струмице, насеље је удаљено 8 km јужно.
Насеље Раборци се налази у историјској области Беласица. Насеље је положено на западним падинама планине Беласице, на приближно 350 метара надморске висине. 
Месна клима је континентална.

## Становништво
Раборци су према последњем попису из 2002. године имали 105 становника. 
Већинско становништво у насељу су етнички Македонци (100%).
Претежна вероисповест месног становништва је православље.